# فرودگاه صحرایی ایستانبول هزارفن
فرودگاه صحرایی ایستانبول هزارفن (به انگلیسی: Istanbul Hezarfen Airfield) (به زبان بومی: İstanbul Hezarfen Havaalanı) یک فرودگاه همگانی است که یک باند فرود آسفالت دارد و طول باند آن ۶۸۱ متر است. این فرودگاه در شهر استانبول کشور ترکیه قرار دارد و در ارتفاع ۱۷ متری از سطح دریا واقع شده‌است.